# Górzak
Górzak (Alticola) – rodzaj ssaka z podrodziny karczowników (Arvicolinae) w obrębie rodziny chomikowatych (Cricetidae).

## Rozmieszczenie geograficzne
Rodzaj obejmuje gatunki występujące w środkowej i wschodniej Azji, od Afganistanu po Cieśninę Beringa.

## Morfologia
Długość ciała (bez ogona) 87–135 mm, długość ogona 13–65 mm; masa ciała 20,8–69 g.

## Systematyka
Rodzaj zdefiniował w 1881 roku brytyjski zoolog i geolog William Thomas Blanford w artykule poświęconym nornikom z Himalajów, Tybetu i Afganistanu, opublikowanym w czasopiśmie The journal of the Asiatic Society of Bengal. Gatunkiem typowym jest (oznaczenie monotypowe) górzak himalajski (A. stoliczkanus). 

### Etymologia
- Alticola: łac. altus ‘wysoki’ (tj. średniogórze, góra), od alere ‘żywić’; -cola „mieszkaniec”, od colere ‘zamieszkiwać’[9].
- Aschizomys: gr. negatywny przedrostek α- a- ‘bez’; σχιζω skhizō ‘podzielić’; μυς mus, μυος muos ‘mysz’[10]. Gatunek typowy (oryginalne oznaczenie): Aschizomys lemminus G.S. Miller, 1899.
- Platycranius: πλατυς platus ‘szeroki, płaski’; κρανίον kranion ‘czaszka’[11]. Gatunek typowy (oznaczenie monotypowe): Microtus strelzowi Kastschenko, 1899.

### Podział systematyczny
Autorzy Illustrated Checklist of the Mammals of the World umieszczają A. lemminus w monotypowym rodzaju Aschizomys natomiast A. macrotus w Clethrionomys, jednak nowsze analizy oparte na danych molekularnych sytuują oba taksony w obrębie Alticola, choć potrzebne są dalsze badania dotyczące wszystkich gatunków w ramach rodzajów Alticola i Clethrionomys, aby w pełni określić ogólną pozycję tych gatunków. Tutaj lista występujących współcześnie gatunków zgrupowanych w dwóch podrodzajach za Mammals Diversity Database i All the Mammals of the World:
| Podrodzaj  | Grafika | Gatunek               | Autor i rok opisu          | Nazwa zwyczajowa    | Podgatunki         | Rozmieszczenie geograficzne | Podstawowe wymiary                              | Status IUCN |
| ---------- | ------- | --------------------- | -------------------------- | ------------------- | ------------------ | --- | ----------------------------------------------- | ----------- |
| Aschizomys |         | Alticola lemminus     | (G.S. Miller, 1899)        | górzak syberyjski   | gatunek monotypowy | endemit Rosji (na wschód od rzeki Lena i Gór Jabłonowych do Półwyspu Czukockiego)                                                                       | DC: 8,8–12 cm DO: 1–2,8 cm MC: 21–39 g          | LC          |
| Aschizomys |         | Alticola macrotis     | (Radde, 1862)              | górzak wielkouchy   | 3 podgatunki       | góry Ałtaj i Sajany na wschód do jeziora Bajkał i zachodnie pasma Zabajkalu (Rosja, Mongolia i północno-zachodnia Chińska Republika Ludowa)             | DC: 9,3–11,5 cm DO: 3,2–4,5 cm MC: 24–39 g      | LC          |
| Alticola   |         | Alticola argentatus   | (Severtzov, 1879)          | górzak srebrzysty   | 7 podgatunków      | góry Azji Środkowej (wschodni Kazachstan na południe do północnego Afganistanu i Kaszmiru, na wschód do zachodniej Chińskiej Republiki Ludowej)         | DC: DC: 8,6–12 cm DO: 3,1–5,9 cm MC: 18–45 g    | LC          |
| Alticola   |         | Alticola parvidens    | Schlitter & Setzer, 1973   |                     | gatunek monotypowy | środkowy Afganistan (góry Hindukusz) i przyległy północno-zachodni Pakistan (prowincja Chajber Pasztunchwa)                                             | DC: 9,2–12,5 cm DO: 4–5,9 cm MC: 22–44 g        | NE          |
| Alticola   |         | Alticola albicauda    | (F.W. True, 1894)          | górzak białoogonowy | gatunek monotypowy | znany z kilku okazów z Kaszmiru (północno-wschodni Pakistan i północno-zachodnie Indie)                                                                 | DC: 10,1–10,8 cm DO: 2,8–3,2 cm MC: brak danych | DD          |
| Alticola   |         | Alticola montosus     | (F.W. True, 1894)          | górzak kaszmirski   | gatunek monotypowy | znany tylko z kilku miejsc w północno-wschodnim Pakistanie i północno-zachodnich Indii                                                                  | DC: 10,2–12,6 cm DO: 4,1–6,5 cm MC: brak danych | VU          |
| Alticola   |         | Alticola stoliczkanus | (Blanford, 1875)           | górzak himalajski   | 3 podgatunki       | Himalaje i Wyżyna Tybetańska (północny Pakistan, północne Indie, Nepal, południowo-zachodnia Chińska Republika Ludowa i prawdopodobnie północny Bhutan) | DC: 9,3–12,7 cm DO: 1,3–2,7 cm MC: 21–50 g      | LC          |
| Alticola   |         | Alticola barakshin    | Bannikov, 1947             | górzak ałtajski     | gatunek monotypowy | góry Ałtaj w Rosji (Tuwa), Mongolii i Chińskiej Republice Ludowej (powiat Barkol i pobliskie obszary, północno-wschodni Sinciang)                       | DC: 9,5–12,5 cm DO: 1,5–3 cm MC: 28–63 g        | LC          |
| Alticola   |         | Alticola strelzowi    | (Kastschenko, 1899)        | górzak płaskogłowy  | 2 podgatunki       | wschodni Kazachstan, Rosja (od północy do południowej Tuwy), zachodnia Mongolia i północno-zachodnia Chińska Republika Ludowa (Sinciang)                | DC: 10,1–13,5 cm DO: 3,3–4,7 cm MC: 34–58 g     | LC          |
| Alticola   |         | Alticola semicanus    | (G.M. Allen, 1924)         | górzak mongolski    | 2 podgatunki       | Rosja (skrajna południowa Tuwa), Mongolia i północno-wschodnia Chińska Republika Ludowa (Mongolia Wewnętrzna)                                           | DC: 9,3–13,5 cm DO: 2–3,7 cm MC: 24–69 g        | LC          |
| Alticola   |         | Alticola tuvinicus    | Ognev, 1950                | górzak tuwański     | gatunek monotypowy | południowa Rosja (Chakasja i Tuwa) oraz północno-zachodnia i północna Mongolia (Ałtaj, rozłącznie wokół jeziora Chubsuguł)                              | DC: 9,9–12,5 cm DO: 3,6–4,9 cm MC: 27–54 g      | LC          |
| Alticola   |         | Alticola olchonensis  | Litvinov, 1960             | górzak bajkalski    | gatunek monotypowy | endemit Rosji (jezioro Bajkał (wyspy Olchon i Ogoj oraz przyległy ląd w Małym Morzu)                                                                    | DC: 10,9–12,1 cm DO: 3,3–3,7 cm MC: 24–43 g     | EN          |
| Alticola   |         | Alticola roylei       | (J.E. Gray, 1842)          | górzak stokowy      | gatunek monotypowy | północno-zachodnie Indie (Himachal Pradesh i Uttarakhand) i zachodni Nepal                                                                              | DC: 9,1–11,7 cm DO: 2,9–4,8 cm MC: brak danych  | NT          |
| Alticola   |         | Alticola kohistanicus | Kryštufek & Shenbrot, 2022 |                     | gatunek monotypowy | endemit północnego Pakistanu (góry między rzekami Gilgit a Indus)                                                                                       | DC: 11,1 cm DO: 3,9 cm MC: 24 g                 | NE          |

Kategorie IUCN:  LC  – gatunek najmniejszej troski,  NT  – gatunek bliski zagrożenia,  VU  – gatunek narażony,  EN  – gatunek zagrożony,  DD  – gatunki o nieokreślonym stopniu zagrożenia;  NE  – gatunki niepoddane jeszcze ocenie.
Opisano również gatunek wymarły z obszaru dzisiejszej Chińskiej Republiki Ludowej:
- Alticola simplicidentata Zheng Shaohua & Cai Baoquan, 1991